# Aroroy
Aroroy è una municipalità di prima classe delle Filippine, situata nella Provincia di Masbate, nella Regione di Bicol.
Aroroy è formata da 41 baranggay:
- Ambolong
- Amoroy
- Amutag
- Bagauma
- Balawing
- Balete
- Bangon
- Cabangcalan
- Cabas-An
- Calanay
- Capsay
- Concepcion
- Dayhagan
- Don Pablo Dela Rosa

- Gumahang
- Jaboyoan
- Lanang
- Luy-a
- Macabug
- Malubi
- Managanaga
- Manamoc
- Mariposa
- Mataba
- Matalangtalang
- Matangog
- Nabongsoran
- Pangle

- Panique
- Pinanaan
- Poblacion
- Puro
- San Agustin
- San Isidro
- Sawang
- Syndicate
- Talabaan
- Talib
- Tigbao
- Tinago
- Tinigban